# Выборы губернатора Нижегородской области (2014)
Досрочные выборы губернатора Нижегородской области состоялись в Нижегородской области 14 сентября 2014 года в единый день голосования.
На 1 января 2014 года в Нижегородской области было зарегистрировано 2 680 438 избирателей (в 2013 — 2 687 737).

## Предшествующие события
Последние выборы губернатора Нижегородской области состоялись летом 2001 года. 29 июля во втором туре на них победил Геннадий Ходырев (КПРФ). Он был избран на 4-летний срок. Следующие выборы должны были пройти летом 2005 года, однако в сентябре 2004 года президент России Владимир Путин предложил заменить прямые выборы глав регионов на утверждение их в должности решениями законодательных органов по предложению президента. Соответствующий законопроект был разработан и принят в декабре 2004 года, а последние прямые губернаторские выборы состоялись в Ненецком автономном округе в январе 2005 года.
Из-за этих изменений в законах после истечения полномочий Ходырева прямых выборов не последовало. 3 августа 2005 года президент Владимир Путин предложил депутатам областного заксобрания кандидатуру бывшего вице-мэра Москвы Валерия Шанцева. 8 августа депутаты единогласно утвердили Шанцева и наделили его полномочиями губернатора Нижегородской области на срок 5 лет.
9 июня 2010 года президент РФ Дмитрий Медведев снова предложил депутатам областного заксобрания кандидатуру Валерия Шанцева. 8 августа депутаты наделили Шанцева полномочиями губернатора Нижегородской области повторно, на 5 лет до августа 2015 года.
30 мая 2014 года Шанцев досрочно подал в отставку и при этом попросил президента Владимира Путина разрешить ему участвовать в досрочных выборах. Путин разрешил Шанцеву баллотироваться на новый срок и также назначил его временно исполняющим обязанности губернатора Нижегородской области.

## Ключевые даты
- 10 июня законодательное собрание Нижегородской области официально назначило выборы на единственно возможную дату —  14 сентября 2014 года (единый день голосования)[4]
  - 14 июня — официальная публикация решения о назначении выборов
  - публикация избиркомом расчёта числа подписей, необходимых для регистрации кандидата
  - с 14 июня — выдвижение кандидатов партиями (после публикации решения о назначении выборов)
  - с 30 июня — кандидаты могут подать в избирком документы о выдвижении
  - агитационный период начинается со дня выдвижения кандидата и прекращается за одни сутки до дня голосования
  - период сбора подписей — (со дня представления в избирком заявления кандидата о согласии баллотироваться по 1 августа)
- с 29 июля по 1 августа до 18:00 — представление документов в избирательную комиссию для регистрации кандидата. К заявлениям должны прилагаться листы с подписями муниципальных депутатов и список трёх кандидатов на должность члена Совета Федерации.
- с 16 августа по 12 сентября — период агитации в СМИ (начинается за 28 дней до дня голосования)
- 13 сентября — день тишины
- 14 сентября — дни голосования

## Выдвижение
- 30 июня началось выдвижение кандидатов. На сбор подписей муниципальных депутатов и глав районов отводится месяц. До 1 августа кандидаты должны подать в избирательную комиссию собранные подписи.

Также кандидат должен представить список из трёх человек, один из которых, в случае избрания кандидата, станет представителем правительства региона в Совете Федерации.

### Муниципальный фильтр
1 июня 2012 года вступил в силу закон, вернувший прямые выборы глав субъектов Российской Федерации. Однако был введён так называемый муниципальный фильтр, согласно которому кандидатам в губернаторы требуется собрать в свою поддержку от 5 % до 10 % подписей от общего числа муниципальных депутатов и избранных на выборах глав муниципальных образований, в числе которых должно быть от 5 до 10 депутатов представительных органов муниципальных районов и городских округов и избранных на выборах глав муниципальных районов и городских округов.
В Нижегородской области установлен барьер в 7 % — кандидаты должны собрать подписи муниципальных депутатов в количестве 7 % от общего числа, при этом депутаты должны представлять 3/4 округов. Каждый депутат имеет право подписаться только за одного кандидата и права отзыва своей подписи не имеет. Причем все подписные листы должны быть нотариально заверены.
17 июня 2014 года областной избирком опубликовал расчёт количества необходимых подписей. Так кандидат должен собрать от 325 до 341 подписи местного самоуправления не менее чем в 39 муниципальных районах и городских округах (3/4 от всех). Из них не менее 118 подписей должны быть от депутатов муниципальных районов и городских округов.
Всего в Нижегородской области 4 647 депутатов обладают возможностью поставить подпись.
| Поддержка                                                           | Доля                                                                | Требуется |
| ------------------------------------------------------------------- | ------------------------------------------------------------------- | --------- |
| Депутаты и главы муниципальных образований                          | 7 %                                                                 | 325-341   |
| — из них депутаты и главы муниципальных районов и городских округов | — из них депутаты и главы муниципальных районов и городских округов | 118       |
| — из них депутаты и главы местного самоуправления                   | — из них депутаты и главы местного самоуправления                   | 217       |
| Муниципальные районы и городские округа                             | 75 %                                                                | 39        |

### Сбор подписей, критика фильтра
9 июля кандидат от КПРФ и депутат Заксобрания Нижегородской области Владимир Буланов выступил с инициативой о снижении процента необходимых подписей в поддержку кандидатов в губернаторы с 7 % до 5 %.
К 21 июля об окончании работы по сбору подписей заявляли врио губернатора Валерий Шанцев («Единая Россия»), Александр Бочкарёв («Справедливая Россия»), Александр Курдюмов (ЛДПР), а также представитель непарламентской партии «Коммунисты России», созданной в июне 2012 года как партия-спойлер КПРФ, Максим Сурайкин.
21 июля секретарь генсовета «Единой России» Сергей Неверов объявил, что «Единая Россия» поможет кандидатам в губернаторы от некоторых партий в ряде регионов с прохождением муниципального фильтра. В Нижегородской области такая помощь будет оказана Владимиру Буланову от КПРФ. Буланов в ответ заявил, что помощь ему не нужна.
Ситуацию прокомментировал политолог Евгений Семёнов: «Владимир Буланов нужен правящей партии для того, чтобы избежать упрёков в том, что партия власти полностью задушила конкурентную борьбу в регионе, не выпустив коммунистов на выборы губернатора. Тем более что раньше в Нижегородской области партия КПРФ набирала достаточно большое количество голосов и всегда шла второй по списку, и вдруг − неожиданность! В условиях созданной системы фильтров и разного рода преград коммунисты оказываются полностью заблокированными. Это также полностью дискредитирует сложившуюся политическую систему и ситуацию вокруг выборов губернатора».
Секретарь ЦК КПРФ Сергей Обухов отметил, что помощь от «Единой России» оказана только тем кандидатам иных партий, неучастие которых в выборах обернулось бы скандалом. Член президиума Центрального совета «Справедливой России» Александр Бурков отметил, что «Игра в благородство идет только в тех регионах, где шансы на победу оппозиционных кандидатов невелики».

## Кандидаты
К 28 июля кандидатов на выборах губернатора выдвинули 12 партий. Облизбирком зарегистрировал 7 кандидатов.
В конце июля политолог Валентина Бузмакова высказала мнение, что среди кандидатов от непарламентских партий нет ярких фигур, а победа действующего главы региона Валерия Шанцева очевидна для всех. «Нет интриги. Да и выборов-то нет у нас в России, есть переназначение. О чем говорить, если у нас в области нет самовыдвиженцев?».
| Кандидат           | Должность (на момент выдвижения)                                                                               | Партия                                          | Статус                                  | Кандидаты в Совет Федерации |
| ------------------ | --- | ----------------------------------------------- | --------------------------------------- | --- |
| Александр Бочкарёв | гендиректор ООО Компания «Хлебный Дом», хлебокомбината «Хлебный дом», депутат городской думы Нижнего Новгорода | Справедливая Россия                             | зарегистрирован                         | Игорь Богданов, депутата гордумы Алексей Булыгин, предприниматель Николай Никитин, руководитель Нижегородской федерации смешанных единоборств                                              |
| Владимир Буланов   | депутат заксобрания Нижегородской области                                                                      | КПРФ                                            | отказано в регистрации                  | — |
| Александр Быков    | пенсионер | Российская партия пенсионеров за справедливость | отказано в регистрации                  | — |
| Рустам Досаев      | председатель регионального исполкома партии                                                                    | Гражданская платформа                           | зарегистрирован                         | |
| Андрей Завьялов    | | Партия Великое Отечество                        | зарегистрирован                         | |
| Виктор Зайденберг  | | Гражданская сила                                | отказано в регистрации                  | — |
| Михаил Кузнецов    | | Патриоты России                                 | зарегистрирован                         | |
| Александр Курдюмов | депутат Госдумы                                                                                                | ЛДПР                                            | зарегистрирован                         | Михаил Шатилов, депутат заксобрания области, грава фракции ЛДПР Дмитрий Чугрин, депутат заксобрания области Анна Беломестнова, заместитель Курдюмов в региональном отделении ЛДПР          |
| Виктор Растеряев   | | Родина                                          | отказано в регистрации                  | — |
| Анна Степанова     | директор компании «СтройТент-НН»                                                                               | РПР-ПАРНАС                                      | утратившая статус выдвинутого кандидата | — |
| Максим Сурайкин    | председатель центрального комитета партии                                                                      | Коммунисты России                               | зарегистрирован                         | Сергей Агафонов Илья Ульянов Светлана Юдина |
| Валерий Шанцев     | врио губернатора Нижегородской области                                                                         | Единая Россия                                   | зарегистрирован                         | Владимир Лебедев, замминистра природных ресурсов и экологии РФ Ольга Носкова, министр социальной политики Нижегородской области Игорь Щёголев, директор по развитию ООО «Техностроймонтаж» |

## Опросы в день выборов
Социолог Александр Прудник сообщил такие результаты exit poll: Александр Бочкарев набрал 9,1% голосов, Рустам Досаев — 1,1%, Андрей Завьялов - 0,9%, Михаил Кузнецов — 1,3%, Александр Курдюмов - 5,6% , Максим Сурайкин — 4,5%, действующий губернатор Валерий Шанцев - 77,5%.

## Результаты
| Место                                    | Место                                    | Кандидат                                 | Партия                                   | Голосов   | %       |
| ---------------------------------------- | ---------------------------------------- | ---------------------------------------- | ---------------------------------------- | --------- | ------- |
|                                          | 1.                                       | Валерий Шанцев                           | «Единая Россия»                          | 1 328 867 | 86,93 % |
|                                          | 2.                                       | Александр Бочкарёв                       | «Справедливая Россия»                    | 86 429    | 5,65 %  |
|                                          | 3.                                       | Александр Курдюмов                       | ЛДПР                                     | 40 124    | 2,62 %  |
|                                          | 4.                                       | Максим Сурайкин                          | «Коммунисты России»                      | 32 794    | 2,15 %  |
|                                          | 5.                                       | Михаил Кузнецов                          | «Патриоты России»                        | 14 622    | 0,96 %  |
|                                          | 6.                                       | Андрей Завьялов                          | «Партия Великое Отечество»               | 7262      | 0,46 %  |
|                                          | 7.                                       | Рустам Досаев                            | «Гражданская платформа»                  | 6103      | 0,40 %  |
|                                          |                                          |                                          |                                          |           |         |
| Действительных бюллетеней                | Действительных бюллетеней                | Действительных бюллетеней                | Действительных бюллетеней                | 1 516 201 | 99,19 % |
| Недействительных бюллетеней              | Недействительных бюллетеней              | Недействительных бюллетеней              | Недействительных бюллетеней              | 12 391    | 0,81 %  |
| Всего                                    | Всего                                    | Всего                                    | Всего                                    | 1 528 592 | 100 %   |
|                                          |                                          |                                          |                                          |           |         |
| Число бюллетеней, выданных досрочно      | Число бюллетеней, выданных досрочно      | Число бюллетеней, выданных досрочно      | Число бюллетеней, выданных досрочно      | 153 680   | 10,02 % |
| Число бюллетеней, выданных на участке    | Число бюллетеней, выданных на участке    | Число бюллетеней, выданных на участке    | Число бюллетеней, выданных на участке    | 1 184 511 | 77,27 % |
| Число бюллетеней, выданных вне помещения | Число бюллетеней, выданных вне помещения | Число бюллетеней, выданных вне помещения | Число бюллетеней, выданных вне помещения | 194 830   | 12,71 % |
|                                          |                                          |                                          |                                          |           |         |
| Явка                                     | Явка                                     | Явка                                     | Явка                                     | 1 533 006 | 54,49 % |
| Число избирателей                        | Число избирателей                        | Число избирателей                        | Число избирателей                        | 2 813 168 | 100 %   |

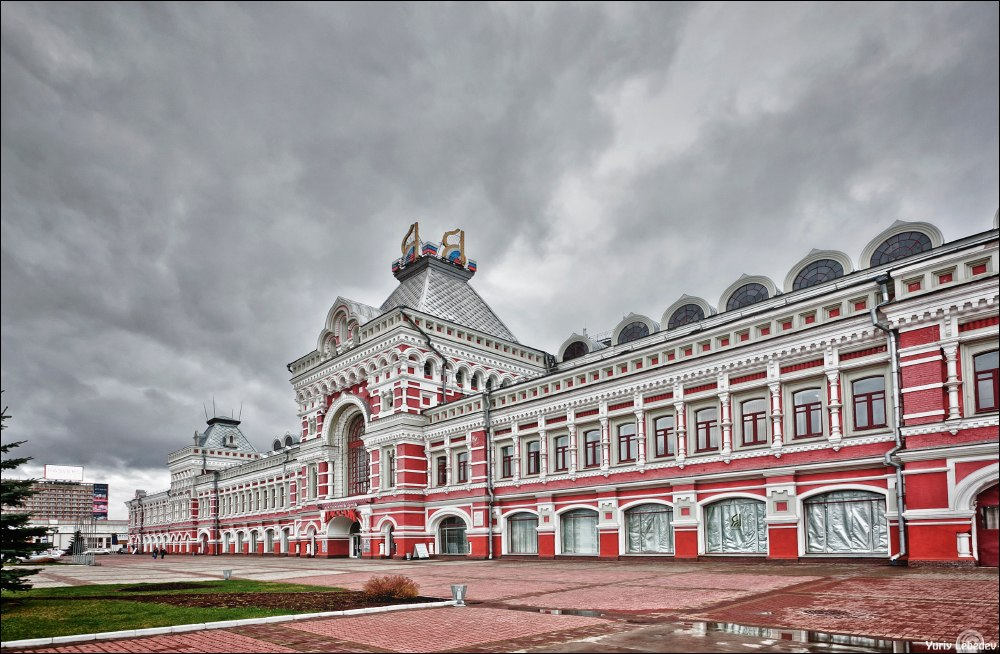
Здание Нижегородской ярмарки.

15 сентября после подсчёта голосов избирательная комиссия признала избранным губернатором Валерия Шанцева.
24 сентября 2014 года Валерий Шанцев вступил в должность губернатора Нижегородской области. Церемония принесения присяги прошла в гербовом зале Нижегородской ярмарки. На следующий день 25 сентября он назначил членом Совета Федерации заместителя министра природных ресурсов и экологии России Владимира Лебедева.

## Оценки результатов
Глава ЦИК РФ Владимир Чуров назвал нарушения на этих выборах беспрецедентными, хотя, по его мнению, это не повлияло на итоги голосования.